# .cn
A .cn Kína internetes legfelső szintű tartomány kódja, melyet 1987-ben hoztak létre.

## Második szintű tartománykódok

### Általános második szintű tartománykódok
- ac.cn – tudományos intézményeknek, kutatóintézeteknek.
- com.cn – kereskedelmi szervezeteknek.
- edu.cn – oktatási intézmények.
- gov.cn – kormányzati intézményeknek.
- net.cn – internetszolgáltatóknak.
- org.cn – nonprofit szervezeteknek.

### A kínai tartományok második szintű tartománykódjai
- ah.cn – Anhui
- bj.cn – Beijing
- cq.cn – Chongqing
- fj.cn – Fujian
- gd.cn – Guangdong
- gs.cn – Gansu
- gz.cn – Guizhou
- gx.cn – Kuanghszi-Csuang Autonóm Terület
- ha.cn – Hainan
- hb.cn – Hebei
- he.cn – Henan
- hi.cn – Hubei
- hl.cn – Heilongjiang
- hn.cn – Hunan
- jl.cn – Jilin
- js.cn – Jiangsu
- jx.cn – Jiangxi
- ln.cn – Liaoning
- nm.cn – Belső-Mongólia Autonóm Terület
- nx.cn – Ninghszia-Huj Autonóm Terület
- qh.cn – Qinghai
- sc.cn – Sichuan
- sd.cn – Shandong
- sh.cn – Shanghai
- sn.cn – Shaanxi
- sx.cn – Shanxi
- tj.cn – Tianjin
- xj.cn – Hszincsiang-Ujgur Autonóm Terület
- xz.cn – Tibeti Autonóm Terület
- yn.cn – Yunnan
- zj.cn – Zhejiang